# Corpus Inscriptionum Latinarum
Corpus Inscriptionum Latinarum (общепринятое сокращение — CIL), «Свод латинских надписей» — собрание латинских надписей эпохи Античности. CIL является одним из наиболее полных и часто цитируемых изданий такого рода, важным источником по античной эпиграфике, общественной и частной жизни Древнего Рима.
Целью создания CIL являлись сбор и публикация всех латинских надписей эпохи Античности, обнаруженных на Апеннинском полуострове. Для его издания в 1847 году в Берлине был создан комитет, руководящее положение в котором занял Теодор Моммзен; впоследствии он стал издателем многих томов серии. Участники проекта выезжали на места и лично осматривали надписи. В случаях, когда памятник был утрачен, издатели сличали различные свидетельства более ранних исследователей, видевших надпись, чтобы установить как можно более точное прочтение. Первый том CIL вышел в 1853 году.
Всего издание включает в себя 17 томов более чем в 70 частях и содержит более 180 000 надписей. Впоследствии было выпущено ещё 13 дополнительных томов с указателями и иллюстрациями. Планируется выпуск XVIII тома, который будет содержать стихотворения из латинских надписей.

## Содержание CIL
- Том I (в двух частях, вторая часть — в четырёх выпусках) — надписи Римской республики до смерти Цезаря — 1893—1986;
- Том II (в двух частях) — надписи Испании (часть 1 — 1869, часть 2 — четыре выпуска 1995—);
- Том III (в двух частях) — надписи Египта, Азии, Иллирика (1873), + дополнение (2 части, 5 выпусков);
- Том IV — настенные надписи Помпей, Геркуланума и Стабий (1871) + дополнение в 3 частях;
- Том V — латинские надписи Цизальпийской Галлии (часть 1 — 1872, часть 2 — 1877);
- Том VI — латинские надписи города Рима (8 частей, 1876—2000);
- Том VII — латинские надписи Британии (1873);
- Том VIII — латинские надписи Африки (2 части) — 1881, + 5 выпусков дополнений;
- Том IX — надписи Италии (Калабрия, Апулия, Самний, сабины, пицены) — 1883;
- Том X — надписи Италии (Бруттий, Лукания, Кампания, Сицилия, Сардиния) — 1883;
- Том XI — надписи Италии (Эмилия, Этрурия, Умбрия) — 2 части (1888—1926);
- Том XII — латинские надписи Нарбоннской Галлии (1888);
- Том XIII — латинские надписи Трёх Галлий и Германии (5 частей, 1899—1943);
- Том XIV — древние латинские надписи Лация (1887, дополнение — 1930);
- Том XV — латинские надписи города Рима (надписи на утвари) — 2 части (1891—1899);
- Том XVI — военные дипломы (1936, приложение — 1955);
- Том XVII — мильные камни (3 части, 1986—).

## Специалисты, работавшие над изданием
- Кристиан Маттиас Теодор Моммзен — автор идеи собрать все древние записи на латинском языке. В Corpus Inscriptionum Latinarum пять томов написал самостоятельно.
- Иоганн Самуил Генрих Киперт в 1863 году составил карты (по заказу Теодора Моммзена).
- Герман Финке редактировал XIII том «Свода латинских надписей».